# Dr.Rin ni Kiitemite!
Dr.Rin ni Kiitemite! (Dr.リンにきいてみて!, Ask Dr. Rin!) là một bộ manga 8 tập của Arai Kiyoko nói về một cô bé tên là Meilin Kanzaki người được phú cho sức mạnh phong thủy cho phép cô đọc được vận may của con người và đưa ra những lời khuyên để nhận may mắn. Cô làm việc này trên một website với biệt danh "Dr. Rin." Cô yêu người bạn của mình là Asuka Yuuki, một ngôi sao trong đội bóng đá của trường. Mặc dù vậy, cô luôn gây bực mình cho cậu bởi lời khuyên phong thủy của cô khi cậu không tin vào bất cứ thứ gì như thế. Rất nhiều biến cố đã xảy ra với cặp đôi này. Những thế lực bóng tối dần dần xuất hiện. Sau những lần đương đầu với những thế lực ma quỷ, cô lại gặp những người bạn mới, điển hình là Takashi Tokiwa, Banri Shijou, Edy. Và cuối cùng, Merin và Asuka đều nhận ra rằng họ được sinh ra là để cho nhau.
Ask Dr. Rin! được đăng tại Ciao và sau đó được sửa lại cho phù hợp thành 51 tập anime bởi Nippon Animation, đạo diễn Shin Misawa và phát sóng trên TV Tokyo từ 5 tháng 4 năm 2001 đến 25 tháng 2 năm 2002.

## Sơ lược
Kanzaki Meirin, một nữ sinh trung học, sở hữu một sức mạnh phong thủy có thể xua đuổi tà ác bất cứ khi nào nó xuất hiện. Cô là có thực, nhà phong thủy Dr. Rin. Cô yêu người bạn thân nhất của mình, một thành viên của đội bóng đá, Yuuki Asuka. Mặc dù vậy, Yuuki không thích phong thủy và những điều mê tín.Trong thời gian đó, Meirin đã biết mình là hiện thân của Miko áng sáng